# Caso Maso
El caso Maso, también llamado el crimen de Montecchia di Crosara , fue un  parricidio cometido en  Montecchia di Crosara,  en la provincia de Verona, Italia,  el 17 de abril de 1991.

## El parricidio
Pietro Maso, de 19 años en el momento del delito, asesinó a sus padres, Antonio Maso y  Mariarosa Tessari, con la ayuda de sus tres amigos Giorgio Carbognin (18 años), Paolo Cavazza (18 años) y Damiano Burato (17 años), con el fin de cobrar su parte de la herencia. 
Fue arrestado el 19 de abril de 1991 y posteriormente condenado a 30 años de cárcel.
Después de 22 años de reclusión fue puesto en libertad en 2013.
En 2016 ingresó en un hospital siquiátrico.
Sus cómplices, Giorgio Carbognin y Paolo Cavazza fueron condenados a 26 años de cárcel. A Damiano Burato, menor de edad, se le condenó a 13 años.